# 내가 사랑했던 모든 남자들에게
《내가 사랑했던 모든 남자들에게》(영어: To All the Boys I've Loved Before)는 한국계 미국인 작가 제니 한의 2014년작 영 어덜트 로맨스 소설이다. 10대 소녀 라라 진이 짝사랑하던 남자들에게 몰래 썼던 연애편지가 발송되면서 벌어지는 가짜 연애 소동을 그리고 있다.
속편으로 《P. S. 여전히 널 사랑해》, 《언제나 그리고 영원히, 라라 진》이 나왔다.
대한민국에는 2016년 한스미디어에서 출간되었으며, 영화판 개봉 후 속편들과 함께 표지를 바꾸어서 2019년 재출간되었다.

## 등장인물
- 라라 진 송 커비(Lara Jean Song Covey)

16세의 한국계 여학생.
- 피터 카빈스키(Peter Kavinsky)

일명 피터 K.
- 마고(Margot)

라라 진의 언니이며 송씨 자매의 맏딸.
- 키티(Kitty)

본명은 '캐서린'.
- 조쉬 샌더슨(Josh Sanderson)

송씨 자매의 이웃집 남자이며 마고의 애인.
- 제너비브(Genevieve)

피터의 전 여자친구.
- 크리스(Chris)

라라 진의 친구.
- 이브 송(Eve Song)

송씨 자매의 엄마.
- 아빠

송씨 자매의 아빠.

## 각색
《내가 사랑했던 모든 남자들에게》는 2018년 넷플릭스에서 영화화되었다.

## 한국어 번역본 정보
- 《내가 사랑했던 모든 남자들에게》(이지연 옮김, 한스미디어 펴냄, 2016년 2월 출간, ISBN 9788959759552)
  - 《내가 사랑했던 모든 남자들에게》(2019년 5월 출간, ISBN 9791160073645)